# 자메이카후티아속
자메이카후티아속(Geocapromys)은 후티아과에 속하는 설치류 속이다. 2종으로 이루어져 있다. 바하마후티아는 바하마의 토착종인 반면에, 자메이카후티아는 자메이카의 토착종이다. 세번째 종은 온두라스 북부-동부 연안의 작은 스완 섬에서만 발견되었던 작은스완섬후티아(G. thoracatus)이다. 폭풍우와 외래 포식자때문에 사라져, 1954년 절멸되었다. 일부 과학자들은 브라운후티아의 아종으로 간주하기도 한다. 쿠바코니(G. columbianus)와  G. megas, G. pleistocenicus은 화석종으로만 알려져 있다.

## 하위 종
- 자메이카후티아 (Geocapromys brownii)
- † 쿠바코니 (Geocapromys columbianus)
- 바하마후티아 (Geocapromys ingrahami)
- † Geocapromys megas
- † Geocapromys pleistocenicus
- † 작은스완섬후티아 (Geocapromys thoracatus)